# Milwaukee Bucks
A Milwaukee Bucks a wisconsini Milwaukee profi kosárlabdacsapata, amely az NBA-ben a Keleti főcsoportban, a Központi csoportban játszik.

## Története

### Kezdetek
A Milwaukee Bucks 1968 januárjában alakult, ekkor kapta meg a nevezési jogot az NBA-től a Milwaukee Professional Sports and Services, Inc. (Milwaukee Pro) franchise, melynek élén Wesley Pavalon és Marvin Fishman állt. A Bucks az NBA-ben első alapszakaszbeli mérkőzését októberben játszotta a Chicago Bulls ellen. 8467 néző volt kíváncsi a Milwaukee Arena-ban rendezett mérkőzésre. Ahogy az újonc csapatokkal lenni szokott, a Bucks első szezonja (1968–69) sem sikerült valami fényesre. Első győzelmüket ugyan már a 6. mérkőzésükön megszerezték (a Detroit Pistons csapatát verték 134–118 arányban), ezt a győzelmet azonban csak 26 másik követte. A Bucks' és a velük együtt az NBA-be érkező Phoenix Suns hasonló gyenge szezont produkált, így pénzfeldobás döntötte el közöttük, hogy kié legyen az első választás joga a következő drafton. Az már korábban eldőlt, hogy az első választott Lew Alcindor (akit 1971 óta Kareem Abdul-Jabbar néven ismerünk ) a UCLA egyetem csapatából. A Bucks nyerte a pénzfeldobást, azonban még meg kellett nyernie a feltörekvő American Basketball Association ellen is a licit háborút, hogy megszerezhessék a játékost.
Miközben Alcindor érkezésére várt a Bucks, váratlan dolog történt 1969–70-es bajnokságban. 56-26-os eredményükkel szinte megfordították az előző szezon eredményét. Ez az eredmény a második legjobb volt a ligában a New York Knicks mögött. A 29 győzelmes javulás 10 évig a liga történetének legjobb eredménye volt, azonban a Boston Celtics 1978–79-es szezonban aratott 29 győzelmét 61-re javította az 1979–80-as szezonban. A rájátszásban aztán a Bucks öt mérkőzésen legyőzte a Philadelphia 76ers gárdáját a Keleti főcsoport elődöntőjében, majd az ötödik mérkőzésen veszített a Knicks ellen a főcsoport döntőben. Alcindort választották a legjobb újoncnak. 2021-ben megnyerték az NBA rájátszását, a klub történetének második bajnoki címét szerezve. A döntőben a Phoenix Sunst múlták felül 4–2 arányban.

### 2019–2020
A 2019–2020-as szezonban a Bucks a csapat 56. alapszakasz-mérkőzése után biztosította a helyét a rájátszásban. Az 1984-ben bevezetett 16 csapatos rájátszás formátumában a lejátszott mérkőzések számát és a naptári dátumot (február 23.) tekintve a legkorábban jutottak be a rájátszásba.

## Játékosok

### Jelentős játékosok
| - Lucius Allen - Ray Allen - Vin Baker - Kent Benson - Andrew Bogut - Bob Boozer - Quinn Buckner - Fred Carter - Sam Cassell - Terry Cummings - Michael Curry - Bob Dandridge - Vinny Del Negro - Mike Dunleavy, Sr. - Mike Evans - Ersan Ilyasova - Richard Jefferson - Brandon Jennings | - Ervin Johnson - Marques Johnson - Larry Krystowiak - Toni Kukoc - John Lucas II - Desmond Mason - Jon McGlocklin - Jodie Meeks - Gary Payton - Ricky Pierce - Curtis Perry - Jim Price - Michael Redd - Alvin Robertson - Glenn Robinson - Flynn Robinson - Scott Skiles - Elmore Smith - Maurice Williams |

### Visszavonultatott mezek
- 1 Oscar Robertson, G, 1970–74
- 2 Junior Bridgeman, F, 1975–84 & 1986–87
- 4 Sidney Moncrief, G, 1979–89
- 14 Jon McGlocklin, G, 1968–76
- 16 Bob Lanier, C, 1980–84
- 32 Brian Winters, G, 1975–83
- 33 Kareem Abdul-Jabbar, C, 1969–75

### A csapat játékosai által megnyert egyéni díjak
NBA alapszakasz MVP
- Kareem Abdul-Jabbar 1971, 1972, 1974
- Jánisz Antetokúnmpo 2019, 2020

NBA döntő MVP
- Kareem Abdul-Jabbar 1971

Az NBA év legjobb védekező játékosa
- Sidney Moncrief 1983, 1984
- Jánisz Antetokúnmpo 2020

NBA év újonca
- Kareem Abdul-Jabbar 1970

NBA Az év legjobb hatodik embere
- Ricky Pierce 1987, 1990

NBA év edzője
- Don Nelson 1983, 1985
- Mike Budenholzer 2019

NBA év vezérigazgatója
- John Hammond 2010
- Jon Horst 2019

Első All-NBA csapatba választottak
- Kareem Abdul-Jabbar 1971, 1972, 1973, 1974
- Marques Johnson 1979
- Sidney Moncrief 1983

Második All-NBA csapatba választottak
- Kareem Abdul-Jabbar 1970
- Oscar Robertson 1971
- Marques Johnson 1980, 1981
- Sidney Moncrief 1982, 1984, 1985, 1986
- Terry Cummings 1985

Harmadik All-NBA csapatba választottak
- Terry Cummings 1989
- Vin Baker 1997
- Ray Allen 2001
- Michael Redd 2004
- Andrew Bogut 2010

NBA első számú védekező csapatába választottak
- Kareem Abdul-Jabbar 1974, 1975
- Sidney Moncrief 1983, 1984, 1985, 1986
- Paul Pressey 1985, 1986
- Alvin Robertson 1991

NBA második számú védekező csapatába választottak
- Kareem Abdul-Jabbar 1970, 1971
- Quinn Buckner 1978, 1980, 1981, 1982
- Sidney Moncrief 1982
- Paul Pressey 1987
- Alvin Robertson 1990

NBA év legjobb újonc csapata
- Kareem Abdul-Jabbar 1970
- Bob Dandridge 1970
- Marques Johnson 1978
- Vin Baker 1994
- Glenn Robinson 1995
- Andrew Bogut 2004
- Brendon Jennings 2010

NBA év második legjobb újonc csapata
- Ray Allen 1997
- T.J. Ford 2004